# Dragovoljići
Dragovoljići (cyr. Драговољићи) – wieś w Czarnogórze, w gminie Nikšić. W 2011 roku liczyła 370 mieszkańców.